# Macaranga melanosticta
Macaranga melanosticta är en törelväxtart som beskrevs av Airy Shaw. Macaranga melanosticta ingår i släktet Macaranga och familjen törelväxter.
Artens utbredningsområde är Papua Nya Guinea. Inga underarter finns listade i Catalogue of Life.